# Larvivora brunnea
Larvivora brunnea е вид птица от семейство Muscicapidae. Видът е незастрашен от изчезване.

## Разпространение
Разпространен е в Бангладеш, Бутан, Китай, Индия, Мианмар, Непал, Пакистан и Шри Ланка.